# Jacob Stangerup
Jacob Stangerup (* 1971 in Kopenhagen) ist ein dänischer Künstler.

## Leben
Jacob Stangerup ist der Sohn des Schriftstellers Henrik Stangerup und der Schauspielerin Lotte Tarp. Sein Urgroßvater war der schwedische Schriftsteller Hjalmar Söderberg. Er wuchs in Kopenhagen auf. 
Nach seinem Studium an der Kunsthochschule Oslo machte sich Stangerup als Künstler mit einem eigenen Atelier in Kopenhagen selbständig. Er arbeitet als Zeichner mit Malerei, klassischer Bildhauerei, Bildhauerkunst und Fotorealismus. Sein Interesse gilt klassischen Skulpturen sowie afrikanischen und mexikanischen Fruchtbarkeitsskulpturen sowie auch Figurative Kunst. Von 1996 bis 2000 lebte er in Pietrasanta in Italien, wo er ebenfalls ein Atelier besaß. 
Seine Gemälde und Kunstwerke wurden bislang in mehreren Museen ausgestellt, so unter anderem in der Gemäldesammlung von Nivaagard in Niva (Dänemark), im Jahr 2018 in der Ausstellung Kleptographica der Martin Asbaek-Galerie in Kopenhagen und im Magasin III, dem Museum für zeitgenössische Kunst in Stockholm.
Im Jahr 2000 veröffentlichte er als Sänger ein Album mit dem Titel Aqua-Aquarius beim Label Universal Music Group.
Stangerup lebt in Kopenhagen.